# 에마누엘 포가테츠
에마누엘 포가테츠(Emanuel Pogatetz, 1983년 1월 16일, 그라츠 ~)는 오스트리아의 전 축구 선수로, 현재 장크트푈텐에서 코치로 활동하고 있다.

## 클럽 경력
포가테츠는 SK 슈투름 그라츠에서 축구를 시작하였으며, 이후 캐른텐을 거쳐 바이어 04 레버쿠젠으로 이적하였다. 그는 FC 아라우, 그라츠 AK, FC 스파르타크 모스크바에 단기간 임대된 이후, 미들즈브러 FC로 이적하였다.
그는 풀럼 FC의 관심을 받기도 하였으나, FC 스파르타크 모스크바 임대시기의 마지막 경기에서, 야로슬라프 카리톤스키를 태클하여, 이중 다리 골절이라는 중상을 입혔다. 그는 러시아 축구 협회로부터 24주 출장 정지의 징계 처분을 받았지만, 나중에 징계가 8주로 줄어들었고, 포가테츠는 모스크바에서 열리는 청문회에 참여하게 되었다. 그의 징계가 6월에 시작되었고, 징계 단위가 경기수가 아닌 시간으로 됨에 따라, 새 클럽인 미들즈브러 FC 이적후 처음 3경기만을 결장하는데 그쳤다.

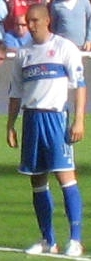
미들즈브러의 포가테츠

2006년 3월 30일, FC 바젤과의 UEFA 컵 8강 2차전에서, 포가테츠는 코, 턱, 빰의 뼈가 믈라덴 페트리치와의 헤딩 경합으로 골절되었다. 이후 그는 실명 위기로 3달 가까이 훈련에 참여하지 못하였다. 그는 더글라스 브라이언 박사에 의해 집행된 수술을 통해 성공적으로 회복하였다.
같은 시기에, 포가테츠는 탈장으로 고통을 호소하였고, 2006년 4월 24일, 뮌헨에서 수술을 받았다. 7월 4일, 그는 얼굴 골절과 탈장으로부터의 회복 이후 훈련에 처음으로 복귀하였다.
2006-07 시즌, 포가테츠는 크리스 리고트의 부상으로 센터백으로 강제 전향하였다. 그는 로베르트 후스, 조나탄 우드게이트와 더불어 인상적인 파트너쉽을 구축하였고, 리고트의 부상 복귀 이후에도 자리를 지킬 수 있었다. 스티브 매클래런 전 잉글랜드 축구 국가대표팀 및 미들즈브러 FC 감독은 "그는 300%미만의 성과를 절대로 보여주지 않는다" 며 극찬하였다.
2007-08 시즌 이후, 포가테츠는 주장 완장을 획득하였고, 시즌 내내 그 지위를 지켜냈다.
2009-10 시즌, 포가테츠는 장기간 부상 이후 11월 7일, 0-1로 패한 플리머스 아가일 FC전에 복귀하였다. 그러나 이 경기에서 0-0으로 비기는 와중에, 그는 다시 이전에 부상당했던 뺨이 골절되어 더 이상의 출전이 불가능하였다. 그는 11월 21일, 노팅엄 포레스트 FC 전에 복귀하였고, 경기는 1-1 무승부로 종료되었다. 그는 플리머스전 부상으로 보호 마스크를 착용하고 경기를 치루었다. 그는 포레스트전에서 머리를 부딪쳐 전반전 종료 후 꿰매야 하였지만, 풀 타임을 소화하는데 문제가 되지는 않았다.
2010년 6월 2일, 그는 독일 분데스리가의 하노버 96과 3년 계약을 체결하였다.
2013년 1월 29일, 그는 Vfl 볼프스부르크에서 웨스트햄 유나이티드 FC로 임대되었다.

## 국가대표 경력
포가테츠는 오스트리아 국가대표 일원으로, 37경기에 출장하여, 2골을 기록하였다. 그는 레프트 백으로 주로 기용되지만 센터백으로도 기용 가능하다.
2006년 9월, 포가테츠는 코스타리카 전에서 무승부를 거두고 베네수엘라 전에서 패한 후, 요제프 히커스페어거 감독과 안드레아스 이반시츠 주장을 비난한 것으로 인해 국가대표 출장정지 징계 처분이 내려졌다.
2009년 3월 이후로, 그는 오스트리아 축구 국가대표팀 주장이 되었다.

## 수상
FC 캐른텐
- 오스트리아 컵: 2001

그라츠 AK
- 오스트리아 리그: 2004
- 오스트리아 컵: 2004